# 63-й меридіан західної довготи
63-й меридіан західної довготи — лінія довготи, що лежить на 63 градуси західніше Гринвіцького меридіана. Вона проходить від Північного полюса через Північний Льодовитий океан, Північну Америку, Атлантичний океан, Південну Америку, Південний океан та Антарктиду до Південного полюса.
63-й меридіан західної довготи формує велике коло разом із 117-тим меридіаном східної довготи.
В канадській провінції Квебек 63 меридіан зх.д. є кордоном між двома часовими поясами: на захід від нього використовується Північноамериканський східний час — а на схід — Атлантичний час.

## Список географічних об'єктів, що перетинає 63° зх. д.
Починаючи на Північному полюсі та рухаючись до Південного полюса, 63-й меридіан західної довготи проходить через:
| Координати                                                 | Країна, територія або море | Примітки |
| ---------------------------------------------------------- | -------------------------- | --- |
| 90°0′ пн. ш. 63°0′ зх. д. / 90.000° пн. ш. 63.000° зх. д.  | Північний Льодовитий океан | |
| 83°22′ пн. ш. 63°0′ зх. д. / 83.367° пн. ш. 63.000° зх. д. | Море Лінкольна             | |
| 82°35′ пн. ш. 63°0′ зх. д. / 82.583° пн. ш. 63.000° зх. д. | Канада                     | Нунавут — проходить через острів Елсмір                                                                                                |
| 81°54′ пн. ш. 63°0′ зх. д. / 81.900° пн. ш. 63.000° зх. д. | Протока Нерса              | |
| 81°12′ пн. ш. 63°0′ зх. д. / 81.200° пн. ш. 63.000° зх. д. | Гренландія                 | Проходить через Землю Даугаарда-Єнсена[en]                                                                                             |
| 76°20′ пн. ш. 63°0′ зх. д. / 76.333° пн. ш. 63.000° зх. д. | Море Баффіна               | |
| 70°0′ пн. ш. 63°0′ зх. д. / 70.000° пн. ш. 63.000° зх. д.  | Дейвісова протока          | |
| 67°17′ пн. ш. 63°0′ зх. д. / 67.283° пн. ш. 63.000° зх. д. | Канада                     | Нунавут — проходить через Баффінову Землю                                                                                              |
| 65°35′ пн. ш. 63°0′ зх. д. / 65.583° пн. ш. 63.000° зх. д. | Дейвісова протока          | |
| 65°18′ пн. ш. 63°0′ зх. д. / 65.300° пн. ш. 63.000° зх. д. | Канада                     | Нунавут — проходить через острів Муїнгмак[en]                                                                                          |
| 65°16′ пн. ш. 63°0′ зх. д. / 65.267° пн. ш. 63.000° зх. д. | Дейвісова протока          | |
| 60°0′ пн. ш. 63°0′ зх. д. / 60.000° пн. ш. 63.000° зх. д.  | Атлантичний океан          | Море Лабрадор |
| 58°53′ пн. ш. 63°0′ зх. д. / 58.883° пн. ш. 63.000° зх. д. | Канада                     | Проходить через півострів Лабрадор Ньюфаундленд і Лабрадор Квебек                                                                      |
| 50°18′ пн. ш. 63°0′ зх. д. / 50.300° пн. ш. 63.000° зх. д. | Затока Святого Лаврентія   | Протока Жака Картьє[en] |
| 49°44′ пн. ш. 63°0′ зх. д. / 49.733° пн. ш. 63.000° зх. д. | Канада                     | Квебек — проходить через острів Антикості                                                                                              |
| 49°12′ пн. ш. 63°0′ зх. д. / 49.200° пн. ш. 63.000° зх. д. | Затока Святого Лаврентія   | |
| 46°25′ пн. ш. 63°0′ зх. д. / 46.417° пн. ш. 63.000° зх. д. | Канада                     | Проходить через острів Принца Едварда                                                                                                  |
| 46°10′ пн. ш. 63°0′ зх. д. / 46.167° пн. ш. 63.000° зх. д. | Затока Святого Лаврентія   | Затока Гіллсборо[en] |
| 46°4′ пн. ш. 63°0′ зх. д. / 46.067° пн. ш. 63.000° зх. д.  | Канада                     | Проходить через острів Принца Едварда                                                                                                  |
| 46°3′ пн. ш. 63°0′ зх. д. / 46.050° пн. ш. 63.000° зх. д.  | Затока Святого Лаврентія   | Нортумбрійська протока |
| 45°47′ пн. ш. 63°0′ зх. д. / 45.783° пн. ш. 63.000° зх. д. | Канада                     | Нова Шотландія |
| 44°42′ пн. ш. 63°0′ зх. д. / 44.700° пн. ш. 63.000° зх. д. | Атлантичний океан          | |
| 18°16′ пн. ш. 63°0′ зх. д. / 18.267° пн. ш. 63.000° зх. д. | Ангілья                    | Проходить через острів Ангілья |
| 18°14′ пн. ш. 63°0′ зх. д. / 18.233° пн. ш. 63.000° зх. д. | Карибське море             | Проходить між островами Сен-Мартен та Тінтамарре[en], Сен-Мартен · Проходить східніше Сінт-Мартена · Проходить західніше Сен-Бартелемі |
| 17°32′ пн. ш. 63°0′ зх. д. / 17.533° пн. ш. 63.000° зх. д. | Нідерланди                 | Проходить через острів Сінт-Естатіус                                                                                                   |
| 17°30′ пн. ш. 63°0′ зх. д. / 17.500° пн. ш. 63.000° зх. д. | Карибське море             | Проходить західніше острова Сент-Кіттс, Сент-Кіттс і Невіс Проходить східніше островів Лос-Тестігос[en], Венесуела                     |
| 10°43′ пн. ш. 63°0′ зх. д. / 10.717° пн. ш. 63.000° зх. д. | Венесуела                  | |
| 3°37′ пн. ш. 63°0′ зх. д. / 3.617° пн. ш. 63.000° зх. д.   | Бразилія                   | Рорайма Амазонас Рондонія |
| 12°51′ пд. ш. 63°0′ зх. д. / 12.850° пд. ш. 63.000° зх. д. | Болівія                    | |
| 22°0′ пд. ш. 63°0′ зх. д. / 22.000° пд. ш. 63.000° зх. д.  | Аргентина                  | |
| 41°7′ пд. ш. 63°0′ зх. д. / 41.117° пд. ш. 63.000° зх. д.  | Атлантичний океан          | |
| 60°0′ пд. ш. 63°0′ зх. д. / 60.000° пд. ш. 63.000° зх. д.  | Південний океан            | Проходить західніше острова Сміт, Південні Шетландські острови — претендують Аргентина, Чилі та Велика Британія                        |
| 64°32′ пд. ш. 63°0′ зх. д. / 64.533° пд. ш. 63.000° зх. д. | Антарктида                 | Проходить через острів Антверпен — претендують Аргентина, Чилі та Велика Британія                                                      |
| 64°36′ пд. ш. 63°0′ зх. д. / 64.600° пд. ш. 63.000° зх. д. | Південний океан            | |
| 64°47′ пд. ш. 63°0′ зх. д. / 64.783° пд. ш. 63.000° зх. д. | Антарктида                 | Проходить через територію, на яку претендують Аргентина, Чилі та Велика Британія                                                       |